# كاتب (مؤلف)
|  | يجري الآن نقاش حول نقل صفحة كاتب (مؤلف) إلى كاتب. جار التوصل إلى اتفاق بشأن النقل في صفحة طلبات النقل. |

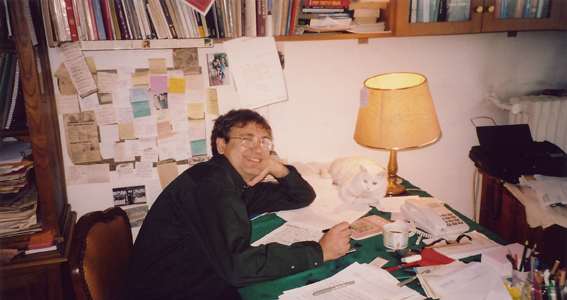
التركي أورهان باموق، الحاصل على جائزة نوبل في الأدب يكتب

الكاتب مهنة يقوم صاحبها بتأليف وكتابة القصص والمؤلفات والكتب والروايات، والكاتب مهنة معتمدة اعتماداً كبيراً على الموهبة فليس كل من يستطيع الكتابة يقال أنه كاتب، ومع هذا يجب تدعيم هذه الموهبة بالدراسة والتعلم والتثقيف.

## في اللغة
الجمع: كُتَّاب، كاتبون وكتَبَة
اسم فاعل من كتَبَ/ كتَبَ إلى/ كتَبَ في/ كتَبَ للكَاتِبُ: من يتولَّى عملاً كتابيًّا إِداريَّا.

## اُنظر أيضاً
- كاتب أغاني
- كاتب (تدوين)
- كاتب الوحي
- كاتب عدل
- مؤلف
- المرأة الأديبة